# Christer Jonsson (politiker)
Christer Jonsson, född 23 juni 1959 i Emmaboda, är en svensk centerpartistisk politiker.
Christer Jonsson är regionstyrelsens andre vice ordförande och ordförande i beredningen för hälso- och sjukvård i region Kalmar län sedan valet 2018. Mellan 2006 och 2018 var han landstingsstyrelsens förste vice ordförande.
Innan han blev landstingsråd var han förste vice ordförande i kommunstyrelsen i Emmaboda 1994-2006 vilket han behöll fram till 31 december 2006. Han sitter dock ännu kvar i Emmabodas kommunfullmäktige och är vice ordförande i Möjligheternas Hus AB.